# Meister Pedros Puppenspiel
El retablo del Maese Pedro, deutsch Meister Pedros Puppenspiel ist eine Oper in einem Akt von Manuel de Falla, der auch das Libretto nach Miguel de Cervantes’ berühmtem Roman Don Quijote schuf. Die Uraufführung erfolgte am 25. Juni 1923 in Paris. Einem bedeutenden internationalen Publikum wurde das Stück anlässlich der Aufführung an den Weltmusiktagen der Internationalen Gesellschaft für Neue Musik (ISCM World Music Days) 1926 in Zürich mit dem Schweizerischen Puppentheater, dem Kammerorchester Zürich und mit den Figuren von Otto Morach bekannt. Die deutsche Erstaufführung erfolgte am 13. Januar 1927 in Köln mit einer Übersetzung ins Deutsche von Hans Jelmoli. Für die Oper wählte der Komponist eine kammermusikalische Orchesterbesetzung mit Cembalo.

## Handlung
Meister Pedro veranstaltet eine kleine Marionettenaufführung, bei der Don Quijote ein Zuschauer ist. Der Sohn von Pedro erklärt den Zuschauern die Handlung: Die schöne Melisendra, Tochter Karls des Großen, ist in arabische Gefangenschaft geraten. Ihr Ehemann Gayferos versucht sie zu befreien, was ihm letztlich auch gelingt. Allerdings werden sie von zahlreichen Arabern verfolgt. Don Quijote ist von der Handlung so gefangen genommen, dass sich das Spiel für ihn in Wirklichkeit verwandelt. Er eilt herbei, um Melisendra ritterlich zu helfen und schlägt mit seinem Schwert den Marionettenfiguren, die die Königstochter verfolgen, die Köpfe ab. Während Don Quijote stolz ein Ritterlied singt und seine vermeintliche Heldentat feiert, bedauert Meister Pedro den Verlust seiner Marionetten.